# Liste der Kulturdenkmäler in Gönnersdorf (Eifel)
In der Liste der Kulturdenkmäler in Gönnersdorf sind alle Kulturdenkmäler der rheinland-pfälzischen Ortsgemeinde Gönnersdorf aufgeführt. Grundlage ist die Denkmalliste des Landes Rheinland-Pfalz (Stand: 17. Juli 2023).

## Einzeldenkmäler
| Bezeichnung              | Lage                                | Baujahr | Beschreibung                                                   | Bild                           |
| ------------------------ | ----------------------------------- | ------- | -------------------------------------------------------------- | ------------------------------ |
| Kriegerdenkmal           | Hauptstraße, Ecke Gartenstraße Lage | 1920    | Kriegerdenkmal 1914/18, Erzengel Michael, 1920; erweitert 1954 | Fotos hochladen                |
| Katholische Filialkirche | Kapellenstraße 1 Lage               | um 1814 | zweiachsiger Saalbau, angeblich um 1814                        | weitere Bilder Fotos hochladen |